# پیکسارت
پیکسارت (به انگلیسی: Picsart) یک شرکت فناوری مستقر در میامی، فلوریدا است که مجموعه برنامه‌های ویرایش عکس و ویدئوی آنلاین با نام پیکسارت را به‌همراه یک شبکهٔ اجتماعی خلاقیت‌محور توسعه می‌دهد. این پلتفرم به کاربران این امکان را می‌دهد تا عکس‌ها و ویدئوها را دریافت کرده و ویرایش کنند، به‌شکل لایه‌ای نقاشی کنند و تصاویر را در پیکسارت و سایر شبکه‌های اجتماعی به اشتراک بگذارند. این مجموعه یکی از محبوب‌ترین برنامه‌های جهان است که طبق گزارش‌ها در ۱۸۰ کشور جهان بیش از ۱ میلیارد بار بارگیری شده‌است. این برنامه وابسته به پیکسل نیست و برداری است و کیفیت خود را از دست نمیدهد 
این شرکت در سال ۲۰۱۱ تأسیس شد.

## تاریخچه
پیکسارت در نوامبر ۲۰۱۱ توسط کارآفرین ارمنی یوهانس آوویان و برنامه‌نویسان ارمنی آرتاوزد محرابیان و میکائیل واردانیان پایه‌گذاری شد. پایه‌گذاران این شرکت اولین برنامه پیکسارت را به‌عنوان یک ابزار مستقل برای کمک به افراد در تغییر عکس روی تلفن همراه خود توسعه دادند و قابلیت‌های بیشتر نیز به مرور زمان به این برنامه اضافه شد. نسختین برنامهٔ پیکسارت در نوامبر ۲۰۱۱ بر روی دستگاه‌های اندرویدی راه‌اندازی شد.
در ژانویهٔ ۲۰۱۳، پیکسارت برای آی‌اواس تلفن‌های همراه آیفون منتشر شد. در ماه مه نیز این برنامه بر روی دستگاه‌های آی‌پد عرضه شد. در اواخر ۲۰۱۳، ویرایشگر عکس پیکسارت برای ویندوز فون نیز در دسترس قرار گرفت.
در ژانویهٔ ۲۰۱۴، پیکسارت در دستگاه‌هایی که از ویندوز ۸ پشتیبانی می‌کنند در دسترس قرار گرفت.
طبق گزارش‌ها، تا آوریل ۲۰۱۵ برنامه‌های آی‌اواس و اندروید این شرکت ۲۵۰ میلیون بار بارگیری شده‌بودند و ۶۰ میلیون کاربر فعال ماهانه نیز از این برنامه استفاده می‌کردند.
تعداد کاربران فعال ماهانهٔ پیکسارت در سال ۲۰۱۶ به ۷۵ میلیون کاربر رسید.
شرکت پیکسارت در سال ۲۰۱۷، «ریمیکس چت را راه‌اندازی کرد، این سامانه، یک سامانهٔ پیام‌رسانی است که در آن کاربران می‌توانند تصاویر را به‌طور مستقیم یا گروهی به اشتراک بگذارند و آنها را به‌همراه دوستان خود ویرایش کنند. این شرکت همچنین قابلیتی را راه‌اندازی کرد تا به جامعهٔ کاربران خود این امکان را بدهد تا استیکرهای سفارشی را به‌صورت رایگان ایجاد کنند و آن‌ها را به اشتراک بگذارند. پیکسارت همچنین اعلام کرد که به آمار ۹۰ میلیون کاربر فعال ماهانه دست یافته‌است. در ماه ژوئیهٔ همان سال، ناتالیا وودیانووا، سوپر مدل و بشردوست روسی به پیکسارت پیوست تا به افزایش تعامل اجتماعی و فعالیت در جامعهٔ عکس پیکسارت کمک کند. در ماه اکتبر، این شرکت به ۱۰۰ میلیون کاربر فعال ماهانه رسید و شروع به اعلام همکاری با برندهای تولد اقلام مصرفی بزرگ و افراد مشهور کرد.
در مارس ۲۰۱۹، پیکسارت به ۱۳۰ میلیون کاربر فعال ماهانه رسید. این شرکت در همین سال از سوی شرکت تجزیه و تحلیل اپلیکیشن سنسور تاور، در جدول رتبه‌بندی برترین برنامه‌های اجتماعی ویرایش عکس و ویدئو، پس از اینستاگرام، اسنپ چت و یوتیوب، در رتبهٔ چهارم قرار داده‌شد.
در ژانویهٔ ۲۰۲۰، این شرکت یک آزمایشگاه هوش مصنوعی را با همکاری دانشگاه آمریکایی ارمنستان راه‌اندازی کرد. این مرکز از اساتید و دانشجویان برای انجام تحقیقات در زمینهٔ یادگیری ماشینی و بینایی رایانه استفاده کرد. در ماه ژوئیهٔ همان سال، پیکسارت شرکت جلوه‌های ویدئویی مبتنی بر حرکت دِفِکت را خریداری کرد که نسختین خرید این شرکت محسوب می‌شد. در همین ماه، شرکت پیکسارت گزارش داد که برنامهٔ پیکسارت تاکنون بیش از ۱ میلیارد بارگیری را تجربه کرده‌است.
در ۲۶ اوت ۲۰۲۱، آوویان، مدیر عامل پیکسارت، اعلام کرد که این شرکت ۱۳۰ میلیون دلار بودجهٔ سری C را از سافت‌بنک، سکویا، جی اسکوئرد، ترایب کپیتال، گراف ونچرز و سیگلر گاف و شرکاء دریافت کرده و ارزش شرکت به حدود ۱٫۵ میلیارد دلار رسیده‌است و این شرکت را به نسختین شرکت تکشاخ فناوری در پایه‌گذاری‌شده در ارمنستان تبدیل کرده‌است.
در فوریهٔ ۲۰۲۲، پیکسارت شرکت کد ریپابلیک که یک پلت‌فرم یادگیری بود را خریداری کرد تا به یکی از بخش‌های قسمت آموزشی برنامه با نام پیکسارت آکادمی تبدیل شود.
در همان ماه فوریه، این شرکت یک برنامهٔ ای‌پی‌آی جدید به نام پیکسارت را برای توسعه‌دهندگان راه‌اندازی کرد که امکان پیاده‌سازی ویژگی‌های پیکسارت بر روی پلت‌فرم‌های خود را برای شرکاء شرکت فراهم می‌کرد.

## محصولات
پیکسارت چهار نرم‌افزار تلفن همراه و مجموعه ای از ابزارهای مرورگر وب را برای ویرایش فیلم‌ها و عکس‌ها توسعه می‌دهد. ابزارهای برنامه و وب‌سایت از فعالیت‌های شبکه‌های اجتماعی نیز پشتیبانی می‌کنند.
این چهار نرم‌افزار عبارتند از:
- پیکسارت فوتو اند ویدئو ادیتور[ث] - یک برنامهٔ ویرایش عکس و ویدئو با ابزارهایی برای افزودن فیلترها و جلوه‌های مختلف، به‌همراه شبکه‌های اجتماعی یکپارچه‌سازی‌شده. استفاده از این نرم‌افزار رایگان است و امکان خرید درون برنامه‌ای استیکرها و سایر عناصر گرافیکی را در دسترس کاربران قرار می‌دهد.[۲۲]
- پیکسارت انیماتور[ج] - یک برنامهٔ انیمیشن‌سازی که امکان ایجاد فیلم‌های کارتونی، گیف و سایر انیمیشن‌ها را فراهم می‌کند.[۲۳]
- پیکسارت کالر[چ] - یک برنامهٔ طراحی و نقاشی[۲۴]
- پیکسارت گیف اند استیکر میکر[ح] - نرم‌افزار تولیدکنندهٔ گیف‌ها و برچسب‌های متحرک[۱۲]

این برنامه‌ها برای دستگاه‌های موبایل مبتنی بر سیستم‌عامل‌های آی‌اواس، اندروید و ویندوز در دسترس هستند.
ابزارهای مرورگر وب پیکسارت برای رایانه‌های شخصی همان ویژگی‌های برنامهٔ پیکسارت فوتو اند ویدئو را دارند، اما برای مرورگرهای وب روی رایانه‌های شخصی با ویندوز ۸٫۱ یا بالاتر طراحی شده‌اند.
ویژگی‌های تعبیه‌شدهٔ مرتبط با شبکه‌های اجتماعی به‌همراه برنامه‌ها و ابزارهای وب‌سایت به کاربران اجازه می‌دهند با استفاده از ابزارها نظر بدهند، پسند کنند و دیگران را دنبال کنند.

## فعالیت
دفتر مرکزی پیکسارت در میامی، فلوریدا قرار دارد. این شرکت دارای دفاتر بیشتری در ایروان، ارمنستان؛ پکن؛ مسکو؛ توکیو؛ لس آنجلس؛ گلاسکو، اسکاتلند؛ و بنگلور هند نیز هست.
در مارس ۲۰۱۹، این شرکت گزارش داد که ۷۰ درصد از ۳۶۰ کارمند شرکت در این سال در زمینهٔ مهندسی و توسعهٔ محصول کار می‌کردند و نیمی از این کارمندان زن بوده‌اند.